# Osiki
Osiki (deutsch Schönwiese) ist ein Dorf in der polnischen Woiwodschaft Ermland-Masuren, das zur Gmina Orzysz (Stadt- und Landgemeinde Arys) im Powiat Piski (Kreis Johannisburg) gehört.

## Geographische Lage
Osiki liegt im Osten der Woiwodschaft Ermland-Masuren, 29 Kilometer nordwestlich der Kreisstadt Pisz (deutsch Johannisburg).

## Geschichte
Bei dem einstigen Schönwiese handelt es sich im Kern um einen großen und einen mittelgroßen Hof, die bis 1945 als Ortschaft in die Landgemeinde Dombrowken (1929 bis 1945: Eichendorf, polnisch Dąbrówka) eingegliedert worden waren. Damit gehörte der Ort zum Kreis Johannisburg im Regierungsbezirk Gumbinnen (ab 1905: Regierungsbezirk Allenstein) in der preußischen Provinz Ostpreußen.
In Kriegsfolge kam der Ort 1945 mit dem gesamten südlichen Ostpreußen zu Polen und erhielt die polnische Namensform „Osiki“. Heute ist er Sitz eines Schulzenamtes (polnisch Sołectwo) und somit eine Ortschaft im Verbund der Stadt- und Landgemeinde Orzysz (Arys) im Powiat Piski (Kreis Johannisburg), bis 1998 der Woiwodschaft Suwałki, seither der Woiwodschaft Ermland-Masuren zugehörig.

## Religionen
Bis 1945 war Schönwiese in die evangelische Kirche Eckersberg (polnisch Okartowo) in der Kirchenprovinz Ostpreußen der Kirche der Altpreußischen Union sowie in die römisch-katholische Kirche Johannisburg (polnisch Pisz) im Bistum Ermland eingepfarrt.
Heute gehört Osiki katholischerseits zur Pfarrei Szymonka (Schimonken, 1938 bis 1945 Schmidtsdorf) im Bistum Ełk der Römisch-katholischen Kirche in Polen. Die evangelischen Einwohner halten sich zu den Kirchen in Pisz oder Ryn (Rhein), die beide der Diözese Masuren der Evangelisch-Augsburgischen Kirche in Polen zugeordnet sind.

## Persönlichkeiten
- Horst Kullak-Ublick (* 1. Juni 1924 in Schönwiese; † 2016), deutscher Diplomat

## Verkehr
Osiki liegt nördlich der polnischen Landesstraße 16 (frühere deutsche Reichsstraße 127) und ist Dąbrówka (Dombrowken, 1929 bis 1945 Eichendorf) auf einem Landweg direkt zu erreichen. 
Dąbrówka Górkło ist die nächste Bahnstation und liegt an der – allerdings nicht mehr regulär befahrenen – Bahnstrecke Czerwonka–Ełk (deutsch Rothfließ–Lyck).